# 褚德三
褚德三（1943年12月12日—2020年3月13日），國立交通大學退休教授、物理學家，台灣台北市人。

## 簡介
褚德三教授為臺北大稻埕商人褚子輝與褚林香夫婦之三子，於兄弟姊妹中排行第六。1956年永樂國小畢業後，考取建國中學初中部。1959年考入建國中學高中部，1962年考取國立臺灣大學物理系。
褚德三教授1966年自國立臺灣大學取得物理學士學位之後，服完預官役後，於1967年赴美國於1972年取得紐約州立大學水牛城分校物理博士學位，攻讀理論核子物理學，於1972年取得物理博士學位。畢業後返回國立交通大學服務，於2008年退休。期間從事理教學與研究工作，指導無數博士班和碩士班學生，並與已故之中央研究院前院長吳大猷教授等共同編寫國立編譯館統編本之高中物理、高中基礎理化及國中實用物理課本，1999年擔任龍騰文化高中基礎物理課本共同編者。褚德三教授專長為理論原子核物理、理論凝態物理、實驗凝態物理、奈米物理及量子資訊理論及實驗物理。發表逾兩百餘篇國際期刊論文、擔任多本國際期刊論文審查及印度應用物理期刊編輯。擔任過多門物理課程之教學，普通物理、理論物理、量子力學等都甚受學生歡迎，曾獲交大學生票選為教學最佳教師。 
褚德三教授和夫人李麗珠女士育有三子（志斌、志崧、志彪），長期關心台灣之科學教育發展與民主運動，具有強烈之台灣意識，長期捐助黨外運動、民主進步黨和台灣本土活動。曾參與創立新竹市公害防治協會，擔任過交通大學台研社和天文社創社指導教授、新竹市彭明敏謝長廷競選臺灣第一任總統後援會會長、2000年新竹市阿扁之友會會長。褚德三教授的學生目前任教於台灣全國各大專院校。曾榮獲中山學術獎、國科會傑出獎、台灣物理學會2004年特殊貢獻獎、台灣物理教育學會1997年傑出（推廣教育）貢獻獎。褚教授自第一屆國際物理奧林匹克競賽起，多次負責訓練並帶領台灣之高中生選手出國比賽，獲獎無數；亦曾受北美洲台灣人教授協會邀請至美國報告台灣科學教育之發展。夫人李麗珠女士畢業於基隆女中、國立台灣大學外文系，長子出生後辭去日商公司工作，長年於家中相夫教子。

## 外部連結
- . 國立交通大學電子物理學系.   [2015-02-03]. （原始内容存档于2015-02-03） （中文（臺灣））.
- 蔡英文. . 中華民國總統府. 2020年5月29日  [2020年5月29日]. （原始内容存档于2020年1月19日） （中文（臺灣））.